# جنوب يوركشير
 جنوب يوركشير (بالإنجليزية: South Yorkshire) مقاطعة إنجليزية تقع منطقة يوركشير وهمبر من إنجلترا, المقاطعة مقسمة إلى أربع مناطق مدارة ذاتيا أحدها مدينة شفيلد من البلدات المهمة أيضا في المقاطعة بلدة دونكاستر و روثيرهام وبارنسليي. 
المقاطعة تتوسط مقاطعة دربيشير، لينكولنشير، نوتنغهامشير، غرب يوركشير, شمال يوركشير وايست رايدينج اوف يوركشير. قديما اشتهرت المقاطعة بمناجم الفحم وصناعة الحديد. اقتصاد المقاطعة اليوم يقوم على شركات الخدمات والتجارة وتشكل الصناعة المورد الاقتصادي الثاني، توجد في المقاطعة القليل من الأنشطة الزراعية.

## أعلام
- ماركيز روكنغهام
- روي ماسون
- ليام كيرك
- داني وليامز
- تشارلز ستيل